# رحلة على مذنب
رحلة على مذنب أو هيكتور سيرفاداك (بالفرنسية: Hector Servadac)، (بالإنجليزية: Off on a Comet) هي رواية من تأليف الروائي جول فيرن صدرت عام 1877.